# Live In Bischofswerda
Live In Bischofswerda es el primer VHS de la banda noruega de black metal Mayhem. Contiene el concierto que la banda realizó en la ciudad alemana de Bischofswerda, el 21 de junio de 1997, el primer concierto de la banda desde el realizado en Turquía en 1990.

## Lista de videos
1. «Funeral Fog» – 5:24
2. «Fall Of Seraphs» – 6:16
3. «Carnage» – 3:53
4. «Necrolust» – 3:37
5. «Deathcrush» – 3:20
6. «From The Dark Past» – 5:04
7. «Chainsaw Gutsfuck» – 4:28
8. «I Am Thy Labyrinth» – 6:08

## Créditos
- Maniac (voz)
- Blasphemer (guitarra)
- Hellhammer (batería)
- Necrobutcher (bajo)

- Datos: Q5977360